# クプア

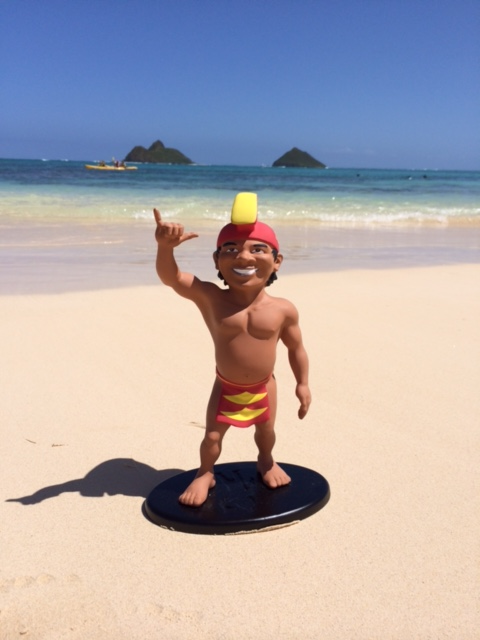
オアフ島カイルア海岸に現れたメネフネの模型

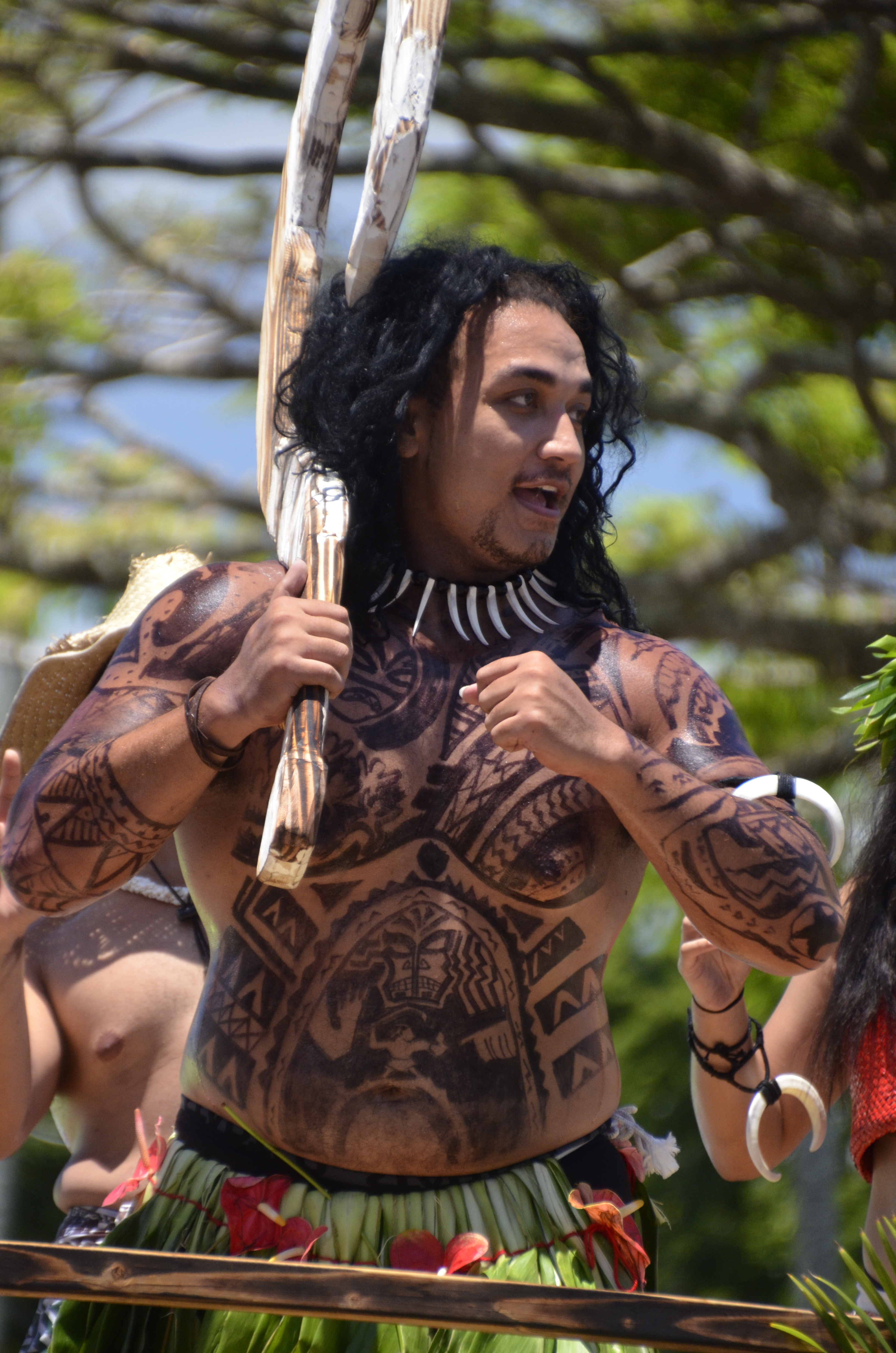
メリー・モナーク・フェスティバルでマウイに扮した参加者

クプア（英語: Kupua）は、ハワイ神話に登場する四主神（クー、カーネ、ロノ、カナロア）または五主神（ヒナを加える）に次ぐ様々な半神の存在で、動物、魚、植物、人間など様々な形で現れて、それぞれが持つ霊能力で人々に影響を与える。
例えば、マウイはトリックスターとして知られていて、太陽を捉えて昼の長さを伸ばしたりなどした。メネフネは小人の働き者で、カウアイ島には彼らが作ったといわれる「メネフネ養魚池」（Menehune Fishpond）がある。パパ (Pāpā)は女神で、母なる自然と同一視される。ペレは火山の女神で、炎、稲妻、暴力などを司る。ハウメアは大地を司る女神で、ペレの母親でもあるった。ラカはフラの守護神である。カマプアアはしばしば豚の形で現れて、オアフ島・カウアイ島では王家の争いに関係する戦士でもある。
こうして、クプアは自然現象、人の職業に関した半神である場合が多い。人の家族に関連した神々は「アウマクア」と呼ばれる。